# Толстой, Николай Матвеевич
Никола́й Матве́евич Толсто́й (8 (20) мая 1802 — 25 декабря 1879 (6 января 1880)) — генерал от инфантерии, генерал-адъютант, директор Николаевской Чесменской богадельни.

## Биография
Родился 8 (20) мая 1802 года — сын Матвея Фёдоровича Толстого (1772—1815) и Прасковьи Михайловны, дочери Михайлы Илларионовича Кутузова. Брат Павла, Феофила и Ивана Толстых.
После домашнего воспитания 27 августа 1817 года начал  военную службу подпрапорщиком в лейб-гвардии Гренадерском полку; был произведён в прапорщики 5 декабря 1819 года. В 1821 году переведён в лейб-гвардии Преображенский полк; 28 февраля 1824 года был назначен бригадным и затем старшим адъютантом гвардейской дивизии, а 10 апреля 1826 года назначен адъютантом к великому князю Михаилу Павловичу.

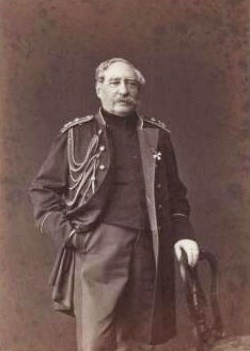
Николай Матвеевич Толстой

Принимал участие в русско-турецкой войне и за отличие при осаде Браилова был произведён в капитаны. В кампании против польских мятежников участвовал во многих сражениях, причём за отличие в делах при местечке Старом Якаце и селе Желтках был произведен в полковники, а за отличие при штурме Варшавы награждён орденом Святой Анны 2-й степени.
26 марта 1839 года был произведён в генерал-майоры, 11 апреля 1848 года — в генерал-лейтенанты и 19 сентября 1849 года был назначен генерал-адъютантом.
В 1852 году был назначен на должность попечителя Санкт-Петербургских военно-сухопутных госпиталей. Когда во время восточной войны 1853—1856 гг. ввиду опасности, грозившей от союзного флота Петербург был разделен на несколько отделов, вверенных временным военным губернаторам, Толстой был назначен генерал-губернатором Санкт-Петербургской стороны. Затем в 1856 году он был назначен директором Николаевской Чесменской богадельни и членом Александровского комитета о раненых.
17 апреля 1860 года произведён в генералы от инфантерии. Когда весною 1862 года в Петербурге из-за частых пожаров от поджогов было введено временное особое управление столицей с разделением по образцу 1856 года, Толстой был назначен временным военным-губернатором 2-го отдела (с 11 июня 1862 года и по 16 января 1863).
Николай Матвеевич Толстой скончался 25 декабря 1879 года и был похоронен у церкви Святого Иоанна Предтечи в Чесменской военной богадельне.

## Награды
- Орден Святой Анны 2 ст. (1831)[1]

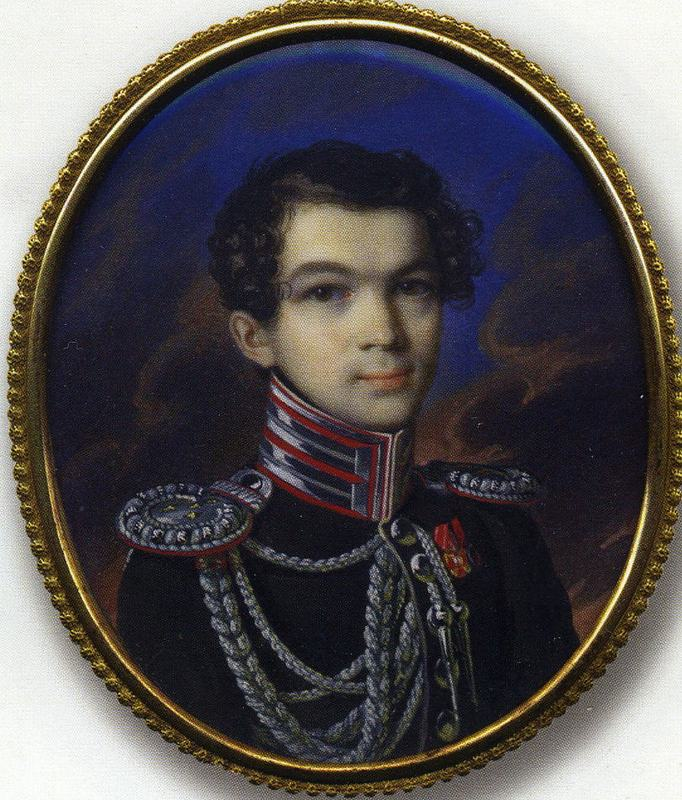
Портрет 1827 г.

- Знак ордена За военное достоинство 3 ст. (1831)
- Орден Святого Владимира 3 ст. (1836)
- Орден Святого Станислава 2 ст. со звездой (1838)
- Знак отличия беспорочной службы за XV лет (1839)
- Орден Святого Станислава 1 ст. (1843)
- Орден Святого Георгия 4 ст. за 25 лет службы (1844)
- Орден Святой Анны 1 ст. (1845)
- Орден Святого Владимира 2 ст.(1852)
- Орден Белого Орла (1854)
- Орден Святого Александра Невского (1857)
- Знак отличия беспорочной службы за XL лет (1864)
- Бриллиантовые знаки к Ордену Святого Александра Невского (1866)
- Орден Святого Владимира 1 ст. (1874)
- Знак отличия беспорочной службы за L лет (1875)

Иностранные:
- сардинский Орден Святых Маврикия и Лазаря 1 ст. (1837)
- баденский Орден Церингенского льва 2 ст. (1837)
- прусский Орден Красного Орла 2 ст. (1843)
- гессен-дармштадтский Орден Филиппа Великодушного 1 ст. (1843)
- нидерландский Орден Нидерландского льва 2 ст. (1843)
- австрийский Орден Железной короны 1 ст. (1846)
- австрийский Орден Леопольда 1 ст. (1855)

## Семья

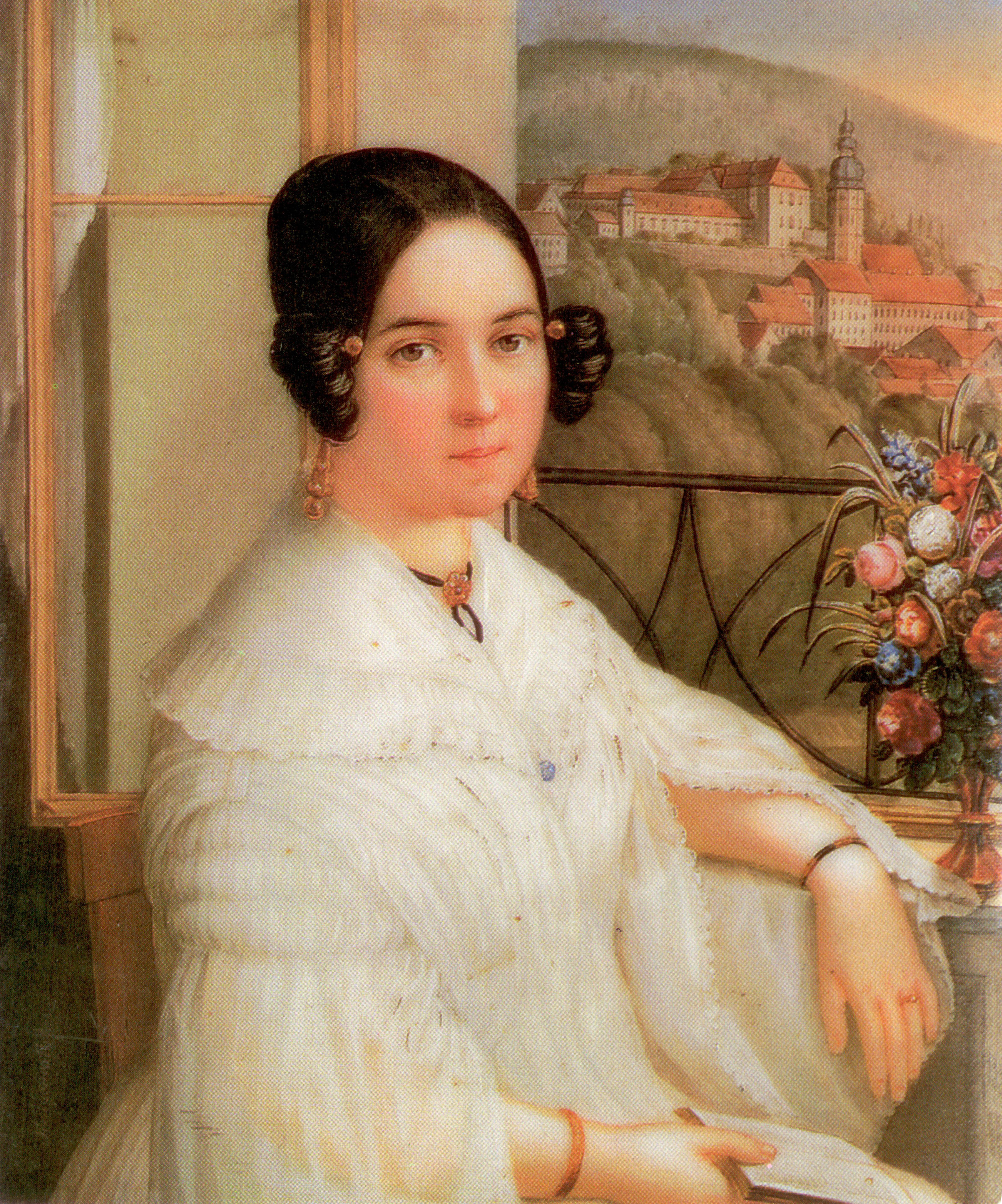
Екатерина Алексеевна, жена

Жена (с 9 апреля 1828 года) — Екатерина Алексеевна Хитрово (09.08.1805—1851), родилась в Петербурге, крещена 12 августа 1805 года в Вознесенской церкви при восприемстве княгини А. М. Прозоровской; фрейлина двора, дочь Алексея Захаровича Хитрово. Венчались в Петербурге в церкви Св. Архистратига Михаила в Михайловском дворце. По отзывам Д. Фикельмон, была женщиной «бесконечно милой и доброй». Умерла в октябре 1851 года в Москве и была похоронена в Донском монастыре. В браке имела детей:
- Михаил (1829—1887), генерал-лейтенант;
- Алексей (1830—1874), гофмейстер;
- Илларион (1832—1904), генерал-лейтенант, дед Анны Вырубовой;
- Мария (1837—1906), с 1862 года жена генерала от инфантерии А. А. Ребиндера.
- Александр (1839—1878), полковник, флигель-адъютант.